# Angel Miladinov
Angel Miladinov (Kumanovo, 27. svibnja 1928. – Zagreb, 4. siječnja 1984.), hrvatski televizijski redatelj i televizijski urednik.

## Životopis
Angelov otac Sifrid Miladinov bio je zanimljiva osoba širokih interesa, o čemu svjedoči i izbor zanimanja, koje na početku prošlog stoljeća nisu bila uobičajena. Izučio je fotografski zanat kod svojega ujaka, učenika i suradnika Miltona Manakija (pionira filma u jugoistočnoj Europi). Oženio se Skopjankom Nadeždom Angelovom i do preseljenja u Skopje imao fotografski studio u Kumanovu, a jedno vrijeme i kino. Prije drugog svjetskog rata vlastitom je filmskom kamerom snimio kratki film u boji "Svadba u Galičniku", koji se sada nalazi u fundusu Makedonske filmoteke.
Angel je po preseljenju obitelji u Zagreb, studirao povijest umjetnosti i vodio fotografski laboratorij nužan za funkcioniranje tog studija.

## Karijera
1957. uključio se u tek osnovanu Televiziju Zagreb, gdje je od asistenta režije munjevito napredovao, služeći se dotada stečenim znanjem (volontirao je u filmskim projektima Jadran filma). Od svojih prvih režija Angel je inaugurirao stil koji je utemeljio televizijsku estetiku, ali i etiku.
Uz urednicu Zoru Korać ostvario je serijal emisija posvećenih filmu "Ekran na ekranu" (trajao je 10 godina), "Četvrtkom otvoreno"  (emisija o kulturi), "Studio 13" (zabavno-glazbena emisija), ti serijali otvorili su veliki utjecaj na gledatelje ali i na samu televiziju. U svibnju 2005. godine novi televizijski studio dobio je ime Angela Miladinova, odajući mu na taj način počast.
Nije bilo televizijskog programa koji nisu dotakle njegova ruka i imaginacija, ali je posebne sklonosti pokazivao za žive prijenose i kontakt-emisije. 1960-ih je godina kao urednik preuzeo Dokumentarni program, 1972. osniva II. program TV Zagreb i postaje njegov glavni urednik, a u trenutku smrti bio je urednik Dokumentarno-feljtonskog programa. Cijelo je to vrijeme osmišljavao i režirao nove emisije, a kao urednik je okupljao mlade autore i stvorio plejadu novih imena, ne lišavajući se ni klasika (Bauer, Tadić, Fulgosi, Mimica).

## Djela, redateljsko/urednička
- "Ekran na ekranu"
- "Četvrtkom otvoreno"
- "Studio 13"
- "Improvizacije"
- "Feljton"
- "Obično gledano"
- "Slika do slike"
- "Film, teatar i..."
- "Mali noćni razgovori"
- "Život je masovna pojava"
- "Politički dijalozi"
- "Kultura srca"